# В тупике (фильм, 1993)
«В тупике» (англ. Blind Side) — американский телефильм 1993 года. В российском видеопрокате известен также под названием «Вслепую».

## Сюжет
Американская семейная пара, Линн и Даг Кейнс, во время путешествия по Мексике случайно на машине сбивает насмерть полицейского. Они решают не сообщать в полицию и уезжают с места аварии, но их находит и начинает шантажировать видевший аварию Джейк Шелл.

## В ролях
- Ребекка ДеМорнэй — Линн Кэйнс
- Рон Силвер — Даг Кэйнс
- Рутгер Хауэр — Джейк Шелл
- Джонатан Бэнкс — Аарон
- Маришка Харгитей — Мелани
- Тамара Клеттербак — Барбара Холл
- Хорхе Сервера — 1-й полицейский на КПП
- Джош Крус — 2-й полицейский на КПП
- Дэвид Лабиоса — 3-й полицейский на КПП

## Производство
Съёмки фильма осуществлялись в трёх основных местах. Основная сюжетная история снималась немногим более трёх недель в калифорнийской Алтадене. В качестве выставочного зала мебельной фабрики было использовано помещение старой электроподстанции железнодорожной линии Маунт-Лоу Pacific Electric Railway. Внутренние планы снимались в особняке на углу Нью-Йорк-Драйв и Мар-Виста-стрит. В тот период времени дом был выставлен на продажу и пустовал уже 14 месяцев.
Начальная сцена фильма была снята в мексиканском Кабо-Сан-Лукасе по окончании американской части съёмок. На сцену дорожно-транспортного происшествия ушло две недели, она снималась в Агуа-Дульсе, преимущественно на территории местного аэропорта.